# Junillus Africanus
Pour les articles homonymes, voir Africanus.

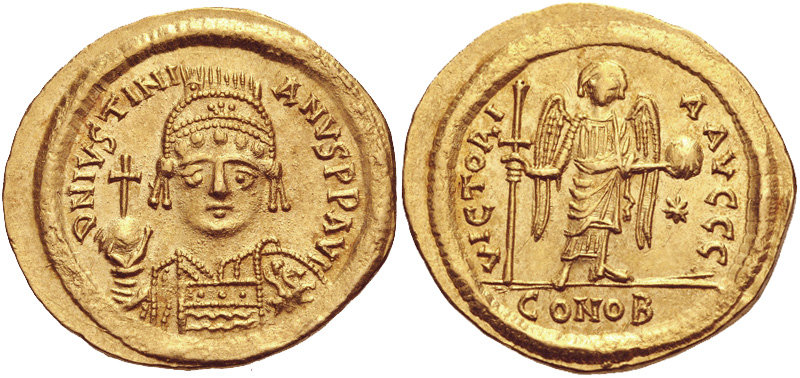
Junillus Africanus

Junillus, natif de la province d'Afrique, fut questeur du palais sacré (quæstor sacri palatii) à Constantinople sous le règne de Justinien. Il exerça cette fonction de 542 à sa mort en 549.

## Carrière
Il est question de lui dans l'Histoire secrète de Justinien de Procope de Césarée (XX, 17-20). Ce pamphlet virulent contre Justinien et ses collaborateurs présente de lui un violent portrait à charge : successeur de Tribonien dans la fonction, il n'avait absolument aucune formation juridique et n'avait jamais été avocat ; très versé dans les lettres latines, il connaissait en revanche très mal le grec et faisait rire ses subordonnés quand il se risquait à utiliser cette langue ; il était d'une extraordinaire cupidité et faisait un commerce éhonté des rescrits impériaux ; après avoir ridiculisé sa fonction pendant sept ans, il mourut et fut remplacé par un certain Constantin.

## Œuvre littéraire
Heinrich Kihn, premier éditeur scientifique en 1880 du traité pédagogique d'exégèse biblique intitulé Instituta regularia divinæ legis, a été le premier à identifier son auteur (« Junilius Africanus ») au questeur de Justinien : auparavant, on pensait qu'il s'agissait de quelque évêque de la province d'Afrique. L'épître dédicatoire du texte est adressée à un évêque Primase qui est sûrement l'Africain Primase d'Hadrumète, compagnon du pape Vigile à Constantinople pendant la querelle des Trois Chapitres (551/53). On comprend qu'au cours d'une conversation, Primase a demandé à Junillus de lui indiquer quel était parmi les Grecs l'homme le plus versé dans l'exégèse biblique ; Junillus a nommé Paul le Perse, un théologien formé dans l'école de Nisibe, auteur d'un ouvrage sur la question intitulé Règles ; Primase lui a alors demandé de produire une version latine de ce précieux traité ; les Instituta regularia sont le résultat de cette requête (mais ce n'est pas précisément une traduction, et Junillus a notamment adopté une autre présentation, sous forme de questions-réponses). 
Junillus ajoute qu'il a également assisté à un cours remarquable de ce Paul le Perse sur l'Épître aux Romains, où il a pris soigneusement des notes, mais que ses activités absorbantes ne lui permettent pas (si l'on comprend bien) de mettre ces notes au clair. On suppose qu'il a été très occupé à partir de sa nomination comme questeur en 542, et qu'il suivait les cours de Paul le Perse pendant la période antérieure ; d'autre part une délégation d'évêques de la province africaine de Byzacène se rendit à Constantinople en 542, et l'évêque Primase devait en faire partie, ce qui situe cette année-là la conversation évoquée entre Junillus et Primase.
L'ouvrage, une introduction à la lecture des Saintes Écritures en deux livres, se présente comme un dialogue entre un maître et son disciple. Le premier livre est divisé en deux parties : sur la forme du discours (espèce de discours, autorité, auteur, genre, ordre), puis sur le contenu des textes (en rapport avec Dieu, le monde d'ici-bas, et l'au-delà). Le second livre traite du monde, de sa création, de son gouvernement, des propriétés et accidents de la nature, du libre-arbitre et de ses conséquences, puis des prophéties annonçant le Christ, de la vocation des païens, de l'accord de la raison avec les commandements de l'Écriture.
À notre connaissance, le texte n'a jamais été traduit anciennement dans aucune langue autre que le latin. Il fut apporté en Italie, et sa lecture recommandée, par Cassiodore, ce qui lui a assuré une petite diffusion en Occident (une vingtaine de manuscrits médiévaux conservés). L'editio princeps, due au théologien luthérien Johann Gast de Brisach, est parue à Bâle en 1545.

## Éditions
- PL, vol. 68.
- Heinrich Kihn (éd.), Junilii Africani Instituta regularia divinæ legis, Fribourg-en-Brisgau, Herder, 1880.
- Michael Maas (éd.), Exegesis and Empire in the Early Byzantine Mediterrean : Junillus Africanus and the Instituta regularia divinæ legis, Studies and Texts in Antiquity and Christianity 17, Tübingen, 2003 (introduction, texte latin et traduction anglaise).